# NGC 4710
NGC 4710 هي مجرة حلزونية غير ضلعية تقع في كوكبة الهلبة (كوكبة).

## وصلات خارجية
- NGC 4710 على موقع ويكي سكاي: DSS2, SDSS, GALEX, IRAS, Hydrogen α, X-Ray, Astrophoto, Sky Map, Articles and images